# Folk Time
Folk Time é um álbum do Hart Valley Drifters, uma banda de música tradicional americana. Foi gravado em 1962 nos estúdios da KZSU, uma estação de rádio da Universidade Stanford. Foi lançado pela ATO Records em 11 de novembro de 2016.
Os Hart Valley Drifters faziam parte do renascimento da música tradicional americana dos anos 1960. A banda incluía Jerry Garcia (que três anos depois co-fundaria a banda de rock Grateful Dead), Robert Hunter (que escreveria a letra de muitas músicas da Grateful Dead) e David Nelson (que, com John Dawson e Garcia, co-fundou a banda de rock country New Riders of the Purple Sage).

## Recepção crítica
Na American Songwriter, Hal Horowitz escreveu:

"As músicas são principalmente padrões de bluegrass dos catálogos de Ralph Stanley, Earl Scruggs e outros tocados com entusiasmo juvenil do quinteto. O talento de Garcia no banjo é exibido em "Roving Gambler", "Think of What You've Done", "Cripple Creek" e "Run Mountain", entre outros. Ele também lidera os vocais na maioria das seleções. Há muita energia em exibição e o áudio se mantém notavelmente bem, especialmente considerando as condições primitivas dos estúdios universitários em que foram gravadas".
Na Relix, Jeff Tamarkin escreveu:
"Valor histórico à parte, é uma coleção emocionante — Garcia já tocava facilmente e era um vocalista sutil. E a escolha também é excelente: "Cripple Creek", um colapso instrumental, mal dura um minuto e meio, mas o banjo de Garcia e a guitarra são iguais aos de todos os principais habitués de festivais populares da época".
Na NPR, Felix Contreras disse:
"O que você ouve no Folk Time, além de um toque decente de banjo, é o começo da busca de Garcia por explorar todos os aspectos do que torna a música americana tão rica. [...] O que Garcia realmente procurou — como explorador musical na Dead e em outros projetos — foi uma integração perfeita dessa música, junto com blues, jazz e folk, com a quantidade certa de inspiração psicodélica. Com o resto de seus colegas de banda da Grateful Dead, ele fez exatamente isso — e isso faz dessas músicas as raízes de um fenômeno cultural que recentemente comemorou cinquenta anos esclarecedores de redefinição da música improvisada".

## Lista de músicas
1. Band introductions – 1:13
2. "Roving Gambler" (tradicional) – 3:46
3. "Ground Speed" (Earl Scruggs) – 1:29
4. "Pig in a Pen" (Fiddlin' Arthur Smith, tocado por Jerry Garcia) – 2:16
5. "Standing in the Need of Prayer" (tradicional) – 2:10
6. "Flint Hill Special" (Earl Scruggs) – 2:00
7. "Nine Pound Hammer" (tradicional) – 2:42
8. "Handsome Molly" (G. B. Grayson, Henry Whitter) – 2:19
9. "Clinch Mountain Backstep" (Ralph Stanley, Ruby Rakes) – 1:18
10. "Think of What You've Done" (Carter Stanley) – 2:42
11. "Cripple Creek" (tradicional) – 1:25
12. "All the Good Times Have Past and Gone" (tradicional) – 3:09
13. "Billy Grimes, the Rover" (tradicional) – 2:44
14. "Paddy on the Turnpike (Boys, My Money's All Gone)" (tradicional) – 1:39
15. "Run Mountain" (J. E. Mainer) – 4:12
16. "Sugar Baby" (Dock Boggs) – 3:54
17. "Sitting on Top of the World" (Walter Vinson, Lonnie Carter) – 3:37